# Paritätsgrundsatz
Der Paritätsgrundsatz (auch „Paritätsprinzip“ oder „religionsrechtliche Parität“) ist ein im Staatskirchenrecht entwickeltes Gleichbehandlungsgebot der verschiedenen Religions- und Weltanschauungsgemeinschaften. Als Bevorzugungs- und Benachteiligungsverbot ist der Paritätsgrundsatz wesentlicher Bestandteil der religiös-weltanschaulichen Neutralität des modernen Verfassungsstaates. Daneben wird der Begriff auch im Arbeitsrecht bei der Einordnung und Rechtfertigung von Arbeitskampfmaßnahmen und im Rahmen der betrieblichen Mitbestimmung verwendet.

## Herkunft
Ihren Anfang nahm die Entwicklung der religionsrechtlichen Parität in den Religionskriegen des 16. und 17. Jahrhunderts, als deren Ergebnis eine Entwicklung zunehmender Säkularisierung des Staates in Gang gesetzt wurde. Im Verfassungsrecht des Heiligen Römischen Reiches Deutscher Nation ist denn auch erstmals im Augsburger Religionsfrieden und im Westfälischen Frieden eine reichsrechtliche Gleichbehandlung der damals anerkannten christlichen Konfessionen festgelegt. Durch die Gleichbehandlung der verschiedenen Konfessionen sollte eine friedliche Koexistenz im Gesamtstaat erreicht und gesichert werden.

## Grundlagen im Verfassungsrecht
Als Spezialausprägung des Gleichheitssatzes nach Art. 3 Abs. 1 und 3 GG tritt der Paritätsgrundsatz neben diese Verfassungsbestimmungen. Er wird in den gemäß Art. 140 GG inkorporierten Weimarer Kirchenartikeln in Verbindung mit Art. 4 Abs. 1 GG verortet. Ansatz in den Weimarer Kirchenartikeln ist Art. 137 Abs. 1 WRV mit seinem Staatskirchenverbot sowie Art. 137 Abs. 5 WRV, der privatrechtlich organisierten Religionsgemeinschaften bei Gewähr der Dauer den Körperschaftsstatus ermöglicht.

## Inhalt
Entsprechend den allgemeinen Lehren zum Gleichheitsgrundsatz umfasst die religionsrechtliche Parität ein Gebot der Gleichbehandlung von wesentlich Gleichem und ein Gebot der Ungleichbehandlung von wesentlich Ungleichem. Damit ist nicht jegliche Ungleichbehandlung zwischen den Religionsgemeinschaften verfassungswidrig, sondern nur die nicht durch sachgerechte Gründe zu rechtfertigende Ungleichbehandlung.
Eine Extremposition in der rechtswissenschaftlichen Diskussion ist die Statuierung eines absoluten Differenzierungsverbotes zwischen Religions- und Weltanschauungsgemeinschaften. Zwischen ihnen sei also staatlicherseits jegliche unterschiedliche Behandlung ungerechtfertigt, sofern sie nicht ausdrücklich in der Verfassung erlaubt sei. Aus einem Gebot der Gleichberechtigung, also gleiche Rechte bei gleichen Voraussetzungen, wird so ein Gebot der nivellierenden, voraussetzungslosen Gleichstellung. Für ein so verstandenes Gleichbehandlungsgebot lässt sich in der Verfassung jedoch kein Anknüpfungspunkt finden, da diese Abweichung von den allgemeinen Gleichberechtigungsregeln in Art. 3 GG einen ausdrücklichen Niederschlag im Normtext finden müsste.
Der Staat ist demnach aus dem Paritätsgrundsatz nicht zu einer „Alles oder Nichts“-Haltung gezwungen, d. h. ihm ist nicht jegliche Unterscheidung zwischen den Religions- und Weltanschauungsgemeinschaften verboten. Mögliche, weil säkulare, Unterscheidungskriterien sind etwa die Größe, die öffentliche Wirksamkeit und soziale Bedeutung einer Religions- oder Weltanschauungsgemeinschaft.
Kein zulässiges Unterscheidungskriterium ist jedoch der Inhalt des Glaubens. Insofern besteht ein Nichtanknüpfungsverbot ausgehend vom Verbot der Staatskirche in Art. 137 Abs. 1 WRV. Entsprechende Ansätze der Verengung des Schutzbereichs der Religionsfreiheit auf „kulturadäquate“ Religionen und Weltanschauungen, wie im Tabakbeschluss des BVerfG entwickelt, wurden später wieder aufgegeben und sind entsprechend auch nicht Inhalt der religionsrechtlichen Parität. Auch das Abstellen auf eine besondere, historisch gewachsene kulturelle Verbundenheit einzelner Religionsgemeinschaften mit der Gesellschaft wird ganz überwiegend als dem Nichtanknüpfungsgebot widersprechend angesehen. Entsprechend sind Hinweise auf eine vermeintliche kulturelle Inkompatibilität des Islams (oder anderer fremd erscheinender Religionen) mit der westlichen Gesellschaft einzuordnen: Der Glaubensinhalt kann keine unterschiedliche Behandlung rechtfertigen, da es dem Staat nicht zusteht, den Glauben oder Unglauben seiner Bürger zu bewerten. Als Quelle für Unterschiede kann jedoch das geschichtliche Herkommen herangezogen werden. So sind etwa nur die beiden Großkirchen (infolge des Reichsdeputationshauptschlusses von 1806) und die jüdischen Gemeinden (in der Zeit des Dritten Reiches) in der Vergangenheit von systematischen Enteignungen ihres Eigentums betroffen gewesen, die nun durch Staatsleistungen kompensiert werden. Darin liegt keine ungerechtfertigte Ungleichbehandlung gegenüber nicht von Enteignungen betroffenen Religionsgemeinschaften. Insofern lässt sich als religiös-weltanschaulich neutrales Kriterium die unterschiedliche geschichtliche Betroffenheit heranziehen.
Anwendung dieser unterschiedlichen Paritätsbegriffe z. B. auf das Baurecht: Gemäß § 3 Abs. 2 Nr. 3 Baunutzungsverordnung sind in reinen Wohngebieten ausnahmsweise Anlagen für kirchliche Zwecke zulässig, soweit sie einen örtlichen Bedarf decken.
Ein nivellierendes Gleichheitsverständnis hielte diese Bestimmung für verfassungswidrig, weil sie unterschiedlich berechtigte Religionsgemeinschaften zur Folge hat. Nicht jede Religionsgemeinschaft darf Anlagen errichten, also würde ein Verstoß gegen den Paritätsgrundsatz angenommen.
Versteht man den Paritätsgrundsatz nur als Gleichberechtigungsgebot, d. h. Ungleichbehandlungen müssen aus sachgerechten Gründen geschehen, stellt sich nach der Feststellung der Vergleichsgruppe die Frage nach dem rechtfertigenden Unterscheidungskriterium. Unterscheidungskriterium ist bei § 3 BauNVO der Bedarf im Wohngebiet. Erste Feststellung: Es wird nicht an die Glaubenslehre der Religionsgemeinschaft angeknüpft – also kein Verstoß gegen das Nichtanknüpfungsverbot. Zweite Feststellung: Durch die Einschränkung auf die örtlich benötigten Anlagen soll der Verkehr von außen möglichst vermieden werden, um den Wohncharakter zu erhalten und Störungen auf ein Mindestmaß zu beschränken. Nach Ausarbeitung dieses Zwecks der Unterscheidung wird im Rahmen einer Abwägung geklärt, ob der Zweck die Unterscheidung rechtfertigt.
Neben diesen Anwendungsfragen, die sich auch mit den beim allgemeinen Gleichheitssatz angewendeten Methoden bearbeiten lassen, bestehen noch spezifisch Ausprägungen für den Bereich des Staatskirchenrechts.

### Zweigliedrige Parität
Verfassungskräftig anerkannt ist nach Art. 137 Abs. 5 WRV die Unterscheidung in Religionsgemeinschaften mit und ohne Körperschaftsstatus. Durch die mit dem Körperschaftsstatus zusammenhängenden Rechte (Dienstherrnfähigkeit, Steuererhebung) werden privatrechtlich organisierte Religionsgemeinschaften demnach nicht verfassungswidrig benachteiligt. Umstritten ist jedoch, ob sich weitergehende Unterscheidungen an den Körperschaftsstatus knüpfen lassen und welche Unterscheidungen dies sind. So sind z. B. gemäß § 132a Abs. 3 StGB nur Amtsbezeichnungen und Amtsbekleidungen von öffentlich-rechtlich organisierten Religions- und Weltanschauungsgemeinschaften vor Missbrauch geschützt.

### Dreigliedrige Parität
Als Ergänzung zu dieser zweigliedrigen Parität wird auch eine zusätzliche Unterscheidung zwischen geborenen und gekorenen Körperschaften des öffentlichen Rechts vertreten. Unterschieden wird hier zwischen vor der Weimarer Reichsverfassung mit dem Körperschaftsstatus versehenen Religionsgemeinschaften und den erst nach 1919 den Körperschaftsstatus erlangenden Religions- und Weltanschauungsgemeinschaften. Die Parität ist damit in die Stufen eingeteilt:
1. geborene Körperschaften (und damit vor allem die römisch-katholische Kirche und die evangelischen Landeskirchen etc.)
2. gekorene Körperschaften (alle nach 1919 in den Körperschaftsstatus erhobenen Religionsgemeinschaften)
3. privatrechtlich organisierte Religionsgemeinschaften.

## Geltendmachung
Der aus Art. 140 GG i. V. m. Art. 137 Abs. 1, 5 WRV i. V. m. Art. 4 Abs. 1, 2 GG entstandene Paritätsgrundsatz kann aufgrund seiner Verortung im Grundrecht der Religionsfreiheit (bei Vorliegen weiterer Voraussetzungen) im Rahmen einer Verfassungsbeschwerde vor dem BVerfG geltend gemacht werden.

## Verweise
1. ↑  Heckel: Die religionsrechtliche Parität. In: Handbuch des Staatskirchenrechts. Bd. I, S. 445.
2. ↑  Jean d’Heur/Korioth, Staatskirchenrecht, Rn. 15.
3. ↑  Jean d’Heur/Korioth, Staatskirchenrecht, Rn. 168.
4. ↑  Jean d’Heur/Korioth, Staatskirchenrecht, Rn. 169.